# Pareclipsis onus
Pareclipsis onus là một loài bướm đêm trong họ Geometridae.